# Jerzy Pniewski
Jerzy Maria Pniewski (ur. 1 czerwca 1913 w Płocku, zm. 16 czerwca 1989 w Warszawie) – polski fizyk, profesor Uniwersytetu Warszawskiego (od 1954).

## Życiorys
Jerzy Maria Pniewski urodził się w rodzinie Henryka, nauczyciela matematyki, i Amelii z Babeckich. Ukończył gimnazjum im. Stanisława Małachowskiego w Płocku i w 1930 rozpoczął studia matematyczne na Uniwersytecie Warszawskim. Na trzecim roku zaczął studiować także fizykę. Jeszcze jako student, w 1935 został asystentem prof. Stefana Pieńkowskiego w Zakładzie Fizyki Doświadczalnej UW. Dyplom magistra matematyki uzyskał w 1936, a półtora roku później ukończył studia fizyczne. 
Podczas okupacji niemieckiej brał udział w tajnym nauczaniu oraz uczestniczył w seminariach fizycznych organizowanych przez prof. Pieńkowskiego. 
Po zakończeniu II wojny światowej został awansowany na adiunkta UW. Wykładał matematykę dla studentów chemii oraz prowadził Zakład Fizyki w Szkole Głównej Gospodarstwa Wiejskiego. W listopadzie 1948 wyjechał na dwuletni staż do pracowni fizyki jądrowej Uniwersytetu w Liverpoolu. W 1950 powrócił do Warszawy i w 1951, na podstawie badań wykonanych w Anglii obronił pracę doktorską. W 1954 został profesorem nadzwyczajnym a w 1963 profesorem zwyczajnym. 
Zajmował się doświadczalną fizyką subatomową: jądrową i cząstek elementarnych. Wraz z Marianem Danyszem odkrył pierwsze hiperjądro (1952) i stany izomeryczne hiperjąder (1962).  
Był dyrektorem Instytutu Fizyki Doświadczalnej UW (1953–1958 i 1962–1975), kierownikiem Warszawskiego Oddziału Zakładu Fizyki Wielkich Energii Instytutu Badań Jądrowych w Świerku (od 1958), kierownikiem Katedry Fizyki Cząstek Elementarnych (od początku lat 60.), a także dziekanem Wydziału Fizyki UW (1975–1981)
Na XXXV Zjeździe Fizyków Polskich w Białymstoku Andrzej Kajetan Wróblewski (Instytut Fizyki Doświadczalnej UW) przedstawił referat nt. „Fizyka w Polsce wczoraj, dziś i jutro” – krótką charakterystykę fizyki w Polsce XX w. Zaprezentował wskaźniki bibliometryczne, liczby dotyczące stopni i tytułów naukowych oraz liczby studentów fizyki. W podsumowaniu ocenił wkład Polaków do światowej fizyki XX w., wyodrębniając przede wszystkim – poza Marią Skłodowską-Curie (która w światowych zestawieniach jest wymieniana jako obywatelka francuska) – czterech fizyków, którzy dokonali odkryć na miarę Nagrody Nobla: Mariana Smoluchowskiego, Mariana Danysza, Jerzego Pniewskiego i Karola Olszewskiego.
Był członkiem (korespondentem 1964, rzeczywistym 1971) Polskiej Akademii Nauk, członkiem Heidelberskiej Akademii Nauk, a także członkiem honorowym Towarzystwa Naukowego Płockiego
Zmarł w Warszawie, pochowany na cmentarzu Powązkowskim (kwatera 294-5-12).

## Ordery i odznaczenia
- Order Sztandaru Pracy I klasy (1964)[6]
- Krzyż Komandorski Orderu Odrodzenia Polski (1974)[7]
- Krzyż Kawalerski Orderu Odrodzenia Polski (28 września 1954)[8]
- Medal 10-lecia Polski Ludowej (19 stycznia 1955)[9]
- Medal Mariana Smoluchowskiego (1969)[10]

## Nagrody i wyróżnienia
- Nagroda Państwowa II stopnia (zespołowa) za odkrycie zjawiska hiperonu związanego (1955)[11]
- nominacja do nagrody Nobla w dziedzinie fizyki (1965)[12]
- Nagroda „Problemów” za osiągnięcia w dziedzinie popularyzowania nauki (1967)[13]
- tytuł doktora honoris causa uniwersytetów w Lyonie (1975) i Heidelbergu (1980)[3]